# Gail Kim

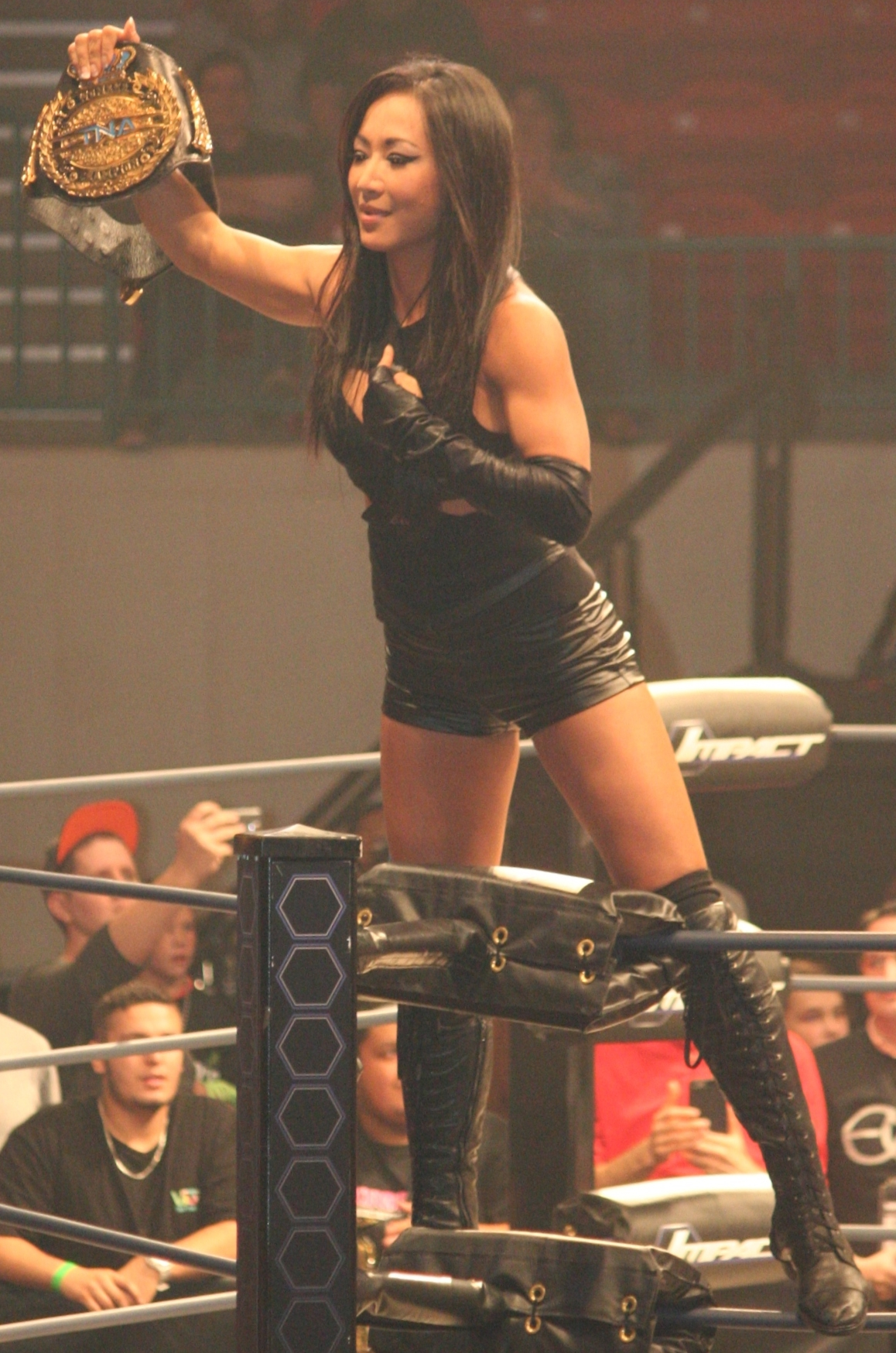
Gail Kim cu titlul TNA la Bound for Glory in 2015

Gail Kim (n. 20 februarie 1977, Toronto, Ontario, Canada) este o fostă sportivă canadiană ce a evoluat ca wrestler. A câștigat titlul mondial la femei de 8 ori, de 7 ori în TNA/Impact Wrestling (un record absolut) și 1 dată în WWE. Kim s-a retras în 2019 și în prezent lucrează ca producător în Impact Wrestling. Anterior în 2017, aceasta devenise și cetățean american.  
În 2012, Pro Wrestling Illustrated a numit-o wrestlerul numărul 1 în lume la femei și în 2016 Kim a fost prima femeie introdusă în TNA Wrestling Hall of Fame. Ea are origini coreene.